# Konferenz der Europäischen Nationalbibliothekare
Die Konferenz der Europäischen Nationalbibliothekare (CENL von englisch Conference of European National Librarians) ist eine Stiftung nach niederländischem Recht und wurde 1987 gegründet. Ziel ist die Förderung der Zusammenarbeit der europäischen Nationalbibliotheken sowie die Stärkung ihrer Rolle in Europa unter besonderer Berücksichtigung der Pflege des nationalen Kulturerbes und der Sicherstellung der Zugänglichkeit zu diesem Wissen.
CENL-Mitglieder sind die Direktoren aller Nationalbibliotheken der Mitgliedstaaten des Europarates. Zurzeit besteht die Konferenz aus 48 Mitgliedern aus 45 europäischen Ländern (Stand: November 2019). CENL betreibt The European Library (Die europäische Bibliothek). Zahlreiche Projekte werden von der Europäischen Kommission finanziell gefördert. Die Geschäftsstelle befindet sich derzeit an der Deutschen Nationalbibliothek.